# Johann Mattheson
Johann Mattheson (ur. 28 września 1681 w Hamburgu, zm. 17 kwietnia 1764 tamże) – niemiecki kompozytor, śpiewak, krytyk muzyczny, teoretyk muzyki, pisarz i leksykograf. Jego życie związane było z Hamburgiem.
Mattheson był uznawany za drugiego kompozytora Hamburga. Pierwszym był dla ówczesnej publiczności Reinhard Keiser, trzecim Georg Philipp Telemann, a czwartym młody Georg Friedrich Händel. Dziś muzykolodzy szacują kompozytorów w dokładnie odwrotnej kolejności.

## 1681-1704

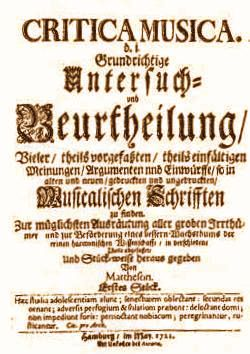
Johann Mattheson: Critica musica (1722-1725)

Mattheson urodził się i zmarł w Hamburgu. Kształcił się w Johanneum, gdzie uzyskał wszechstronne wykształcenie w dziedzinach literatury, poezji, muzyki, języków obcych (poznał francuski, angielski, łacinę i włoski) i polityki. Od wieku lat 6 kształcił się w grze na klawesynie. Lekcji udzielał mu znany i zdolny klawesynista i organista Johann Nicolaus Hanff (1665-1711).
Muzyczną karierę rozpoczął jako śpiewak chóru operowego w Hamburgu. W roku 1699 spróbował swych sił w tworzeniu muzyki, komponując pierwszą swą operę. Jego bliskim przyjacielem był od roku 1703 Georg Friedrich Händel, chociaż Mattheson prawie go zabił w pojedynku (ostrze szpady zatrzymało się na mosiężnym guziku surduta Händla), który wywiązał się z powodu kłótni o wystawienie opery Matthesona Cleopatra w roku 1704. Szybko się jednak pojednali.
W tym samym roku obaj kompozytorzy pojechali do Lubeki, aby ubiegać się o stanowisko organisty w tym mieście (w Marienkirche). Piastujący je dotąd Dietrich Buxtehude był już stary. Warunkiem nominacji na jego następcę był jednak ślub z jego brzydką i nudną córką. Ani Mattheson, ani Händel nie skorzystali więc z oferty. Bach przybył tam dwa lata później (w 1705) i też nie zdecydował się ożenić z córką Buxtehudego.

## 1704-1728
Po powrocie do Hamburga obaj poświęcili się komponowaniu. Mattheson dostał posadę korespondenta i wysłannika-sekretarza angielskiego dworu, co znacznie podniosło jego prestiż w oczach hamburczyków. Posadę tę otrzymał, ponieważ muzyki uczył się u niego młody Anglik Cyrill Wich, syn oficjalnego wysłannika angielskiego w Hamburgu. Sir John Wich uczynił Matthesona - oczytanego i bystrego poliglotę, swym prywatnym sekretarzem w 1706 roku. Gdy Sir John zmarł (1715) Mattheson został sekretarzem jego syna Cyrilla, który odziedziczył po ojcu funkcję.
Johann Mattheson, już jako osobistość, poczuł się obrażony, że Johann Sebastian Bach nie przyszedł go odwiedzić podczas swej wizyty w Hamburgu (1708), więc nie wsparł go swym piórem, a momentami nawet mocno wytykał błędy w technice Bacha.
W roku 1713 wydał pracę z teorii muzyki: Das neu-eröffnete Orchestre.
W 1715 roku Mattheson został director musicus w katedrze miejskiej. Miejsce to utrzymał do roku 1728, gdy jego słuch uległ pogorszeniu.
W latach 1722-1725 Mattheson wydawał pierwsze niemieckie czasopismo muzyczne Critica musica. Podobnie jak późniejsze czasopisma wydawane sporadycznie do połowy XVIII w., wypełniały go komentarze jednej osoby - tj. Matthesona - poświęcone rozmaitym tematom związanym z muzyką.

## 1728-1764
Przez resztę życia Mattheson był głuchy i nie mógł komponować, pisał więc o teorii muzyki. Wśród jego prac były:
- Der musicalische Patriot (1728) (w tym dziele sprzeciwiał się wpływom muzyki włoskiej),
- Generalbaßschule (1731),
- Kern melodischer Wissenschafft, bestehend in den auserlesensten Haupt- und Grund-Lehren der musicalischen Setz-Kunst oder Composition, als ein Vorläuffer des Vollkommenen Capellmeisters, Hamburg 1737,
- Der vollkommene Capellmeister, 1739.

Napisał też i wydał zbiór artykułów biograficznych o 149 niemieckich muzykach; Grundlage einer Ehren-Pforte (1740). Wszyscy ci muzycy byli mu znani osobiście. Bach nie przysłał materiałów, mimo iż został o to poproszony, więc Mattheson nie mógł o nim napisać.
Jeszcze w roku 1760 kierując się pamięcią muzyczną zdołał napisać oratorium Das fröhliche Sterbelied z okazji własnego pogrzebu, którym cztery lata później dyrygował Telemann.
W roku 1761 Mattheson wydał tłumaczenie pierwszej biografii Händla, którą po angielsku napisał John Mainwaring, (chodzi o Memoirs of the Life of the Late George Frederic Handel). Była to pierwsza biografia jakiegoś kompozytora w ogóle, co pokazuje jak sławny był zmarły w 1759 roku Händel.

## Dzieła

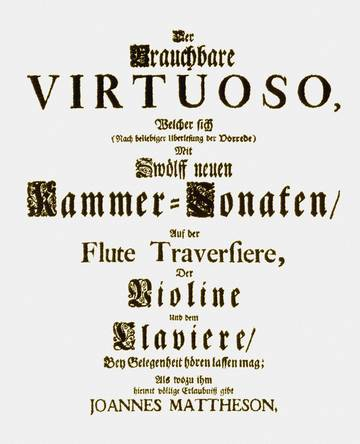
strona tytułowa jednego z wydań sonat Matthesona

Mattheson skomponował 6 oper i wiele dzieł sakralnych i instrumentalnych. Większość znajduje się w siedzibie Hamburskiej Stadtbibliothek aufbewahrt. Podczas II wojny znalazły się w Armenii, skąd wróciły dopiero w 1998.

### Opery
(tytuł, autor libretta, miejsce i rok premiery)
- Die Plejades, oder das Siebengestirne (Bressand), Hamburg, 1699 u. Braunschweig 1699
- Der edelmühtige Porsenna (Bressand), Hamburg, 1702
- Victor, Hertzog der Normannen (Hinsch), Hamburg, 1702 - pasticcio (Akt I Schiefferdecker, Akt II Mattheson, Akt III Bronner)
- Die unglückselige Cleopatra (Feustking), Hamburg 1704
- Le retour du siecle d'or (hrabina Löwenhaupt), Holstein, k. Plön, 1705
- Boris Goudenow (Mattheson), Hamburg, 1710
- Die geheimen Begebenheiten Henrico IV (Hoë), Hamburg 1711
- Nero (Piovene, trans. Mattheson) – muzyka Orlandini, recytatywy, arie oraz inna muzyka Matthesona, Hamburg 1723
- Mithridat, Hamburg 1749

### Pasje i oratoria
(tytuł, autor libretta, miejsce i rok premiery)
- Die heylsame Geburth und Menschwerdung unsers Herrn und Heylandes Jesu Christi, Hamburg, 1715 - oratorium na Boże Narodzenie
- Der für die Sünde der Welt gemarterte und Sterbende Jesus (Brockes), Hamburg, 1718 - pasja
- Das größte Kind, Hamburg, 1720 - oratorium na Boże Narodzenie
- Das Lied des Lammes (Postel), Hamburg, 1723, (pasja-oratorium)
- Das fröhliche Sterbelied, Hamburg, 1760 - oratorium z okazji własnego pogrzebu

Inne utwory
- Magnificat a due cori (Meine Seele erhebet den Herren), Hamburg, 1716